# Zuidwestfaals voetbalkampioenschap 1926/27
In 1926/27 werd het vijfde Zuidwestfaals voetbalkampioenschap gespeeld, dat georganiseerd werd door de West-Duitse voetbalbond. De competitie werd opnieuw over één seizoen gespeeld.
Hagener SC 05 werd kampioen en Sportfreunde Siegen vicekampioen. Beide clubs plaatsten zich voor de West-Duitse eindronde. De zeven vicekampioenen en kampioenen werden elk over één groep verdeeld en beide clubs werden laatste in hun groep.

## 1. Bezirksklasse
| Plaats | Club                     | Wed. | W  | G | V  | Saldo | Ptn.  |
| ------ | ------------------------ | ---- | -- | - | -- | ----- | ----- |
| 1.     | Hagener SC 1905          | 14   | 11 | 0 | 3  | 51:14 | 22:6  |
| 2.     | Sportfreunde Siegen 1899 | 14   | 9  | 0 | 5  | 50:30 | 18:10 |
| 3.     | SpVgg Hagen 1911         | 14   | 8  | 2 | 4  | 39:32 | 18:10 |
| 4.     | TuRV 1872 Hagen          | 14   | 8  | 1 | 5  | 49:35 | 17:11 |
| 5.     | VfB 07 Weidenau          | 14   | 5  | 2 | 7  | 37:47 | 12:16 |
| 6.     | TuS Jahn 1874 Werdohl    | 14   | 4  | 3 | 7  | 29:39 | 11:17 |
| 7.     | SpVgg Plettenberg 1911   | 14   | 5  | 1 | 8  | 28:56 | 11:17 |
| 8.     | FC 1908 Neheim           | 14   | 1  | 1 | 12 | 15:45 | 3:25  |

|  | Kampioen, geplaatst voor West-Duitse eindronde |
|  | Geplaatst voor West-Duitse eindronde           |
|  | Degradatie                                     |

## Promotie-eindronde
| Plaats | Club              | Wed. | W | G | V | Saldo | Ptn.  |
| ------ | ----------------- | ---- | - | - | - | ----- | ----- |
| 1.     | SV Hüsten 09      | 3    | 2 | 0 | 1 | 07:05 | 04:02 |
| 2.     | VfJ 1906 Betzdorf | 3    | 2 | 0 | 1 | 10:09 | 04:02 |
| 3.     | VfR 08 Eiserfeld  | 3    | 1 | 0 | 2 | 06:07 | 02:04 |
| 4.     | SC Lichtenplatz   | 3    | 1 | 0 | 2 | 05:07 | 02:04 |

|  | Promotie |